# سفارة سوريا في بيروت
السفارة السورية في بيروت هي البعثة الدبلوماسية الرسمية لتمثيل الجمهورية العربية السورية لدى لبنان، وذلك وفق المرسوم رقم 358 للعام 2008 القاضي بإنشاء علاقات دبلوماسية مع الجمهورية اللبنانية وإحداث سفارة في العاصمة بيروت.